# World Squash Federation
World Squash Federation (WSF) bildades 1967, och är det internationella  idrottsförbundet för squash. Huvudkontoret finns i Hastings, Storbritannien. Ursprungligen hette förbundet International Squash Rackets Federation (ISRF), innan man bytte namn 1992.

## Medlemmar
Fullvärdiga medlemmar
- Argentina
- Australien
- Bahrain
- Barbados
- Belgien
- Bermuda
- Botswana
- Brasilien
- Brittiska Jungfruöarna
- Caymanöarna
- Chile
- Colombia
- Cypern
- Danmark
- Ecuador
- Egypten
- El Salvador
- England
- Estland
- Filippinerna
- Finland
- Frankrike
- Gibraltar
- Grekland
- Guatemala
- Guyana
- Hongkong
- Indien
- Irak
- Iran
- Irland
- Israel
- Italien
- Jamaica
- Japan
- Jordanien
- Kanada
- Kenya
- Kina
- Kinesiska Taipei
- Kuwait
- Libyen
- Liechtenstein
- Litauen
- Luxemburg
- Macao
- Malaysia
- Malta
- Mauritius
- Mexiko
- Monaco
- Namibia
- Nederländerna
- Nigeria
- Norge
- Nya Zeeland
- Pakistan
- Papua Nya Guinea
- Paraguay
- Peru
- Polen
- Portugal
- Qatar
- Rumänien
- Ryssland
- Saint Vincent och Grenadinerna
- Saudiarabien
- Schweiz
- Singapore
- Skottland
- Spanien
- Sri Lanka
- Sverige
- Sydafrika
- Sydkorea
- Tahiti
- Tjeckien
- Trinidad och Tobago
- Tyskland
- Ukraina
- Ungern
- USA
- Wales
- Zambia
- Zimbabwe

Associerade medlemmar
- Afghanistan
- Armenien
- Bangladesh
- Belarus
- Bolivia
- Brunei
- Bulgarien
- Cooköarna
- Fiji
- Guernsey
- Indonesien
- Island
- Isle of Man
- Jersey
- Kongo-Brazzaville
- Kroatien
- Lettland
- Libanon
- Malawi
- Mongoliet
- Nepal
- Norfolkön
- Nya Kaledonien
- Palestina
- Panama
- Saint Lucia
- Samoa
- Serbien
- Seychellerna
- Sierra Leone
- Slovakien
- Slovenien
- Thailand
- Turkiet
- Uganda
- Vanuatu
- Venezuela
- Österrike

### Fotnoter
1. ↑  ”ASB and the World Squash Federation (WSF)” (på engelska). ASB Squesh. Arkiverad från originalet den 21 februari 2016. https://web.archive.org/web/20160221123426/http://asbsquash.com/resources/world-squash-federation-wsf/. Läst 8 november 2015.